# Вилијам Р. Кинг
Вилијам Руфус Девејн Кинг (енгл. William Rufus DeVane King; Округ Сампсон, 7. април 1786 — Селма, 18. април 1853) је био амерички политичар који је служио као 13. потпредседник Сједињених Држава током око шест недеља (1853), а пре као члан члан Представничког дома из Северне Каролине, амбасадор Сједињених Држава у Француској, и сенатор из Алабаме. Био је униониста, а по мишљењу савременика је имао умерене ставове по питању регионализма, робовласништва и ширења на запад (питања која су на крају довела до Грађанског рата). Помогао је у писању нацрта Компромиса из 1850. Вилијам Р. Кинг је једини извршни званичник Сједињених Држава који је заклетву положио на страном тлу, а умро је од туберкулозе само 45 дана након преузимања дужности. Уз изузетак Џона Тајлера и Ендруа Џонсона – који су преузели позицију председника – Вилијам Р. Кинг је потпредседник САД који је најкраће био на дужности.

## Потпредседнички мандат и смрт
Кинг је изабран за потпредседника испред Демократске странке, на листићу са председничким кандидатом Френклином Пирсом 1852. а заклетву је положио 24. марта 1853. на Куби, двадесет дана након што је постао потпредседник. Био је отпутовао на плантажу у Матанзасу, у власништву Џона Чартранда услед лошег здравља. Ова необична инаугурација се одиграла зато што се веровало да Кинг, који је био неизлечиво болестан од туберкулозе неће још дуго живети. Привилегија да заклетву положи на страном тлу му је дата специјалном одлуком Конгреса, за његову дугу и истакнуту службу влади Сједињених Држава. Иако је заклетву положио 20 дана након дана инаугурације, свеједно је био потпредседник и током те три недеље.
Убрзо потом, Кинг се вратио на своју плантажу, Честнат Хил, где је умро у року од два дана.
Након Кингове смрти, место потпредседника је остало упражњено све до 4. марта 1857. када је Џон К. Брекинриџ инаугурисан.